# Iglesia de Aldachildo
La Iglesia de Aldachildo, también conocida como Iglesia de Jesús Nazareno, es un templo católico situado en la localidad de Aldachildo, en la comuna chilota de Puqueldón en la Isla Lemuy, Región de Los Lagos, Zona Sur de Chile.
Forma parte del grupo de 16 iglesias de madera de Chiloé calificadas como Monumento Nacional de Chile y reconocidas como Patrimonio de la Humanidad por la Unesco.
Su construcción se culminó en 1910, está construida de madera y su santo patrón, al igual que el de la Iglesia de Caguach es Jesús Nazareno, cuya fiesta se celebra el 30 de agosto.